# Džulija Terzijska
Džulija Terzijska (Sofia, 5 marzo 1996) è una tennista bulgara.
Vincitrice di dodici titoli nel singolare e quattordici titoli nel doppio nel circuito ITF, il 15 febbraio 2016 ha raggiunto la sua migliore posizione nel singolare WTA piazzandosi 306º. Il 5 agosto 2019 ha raggiunto il miglior piazzamento mondiale nel doppio alla posizione n°238.
Ha disputato dieci incontri con la squadra bulgara di Fed Cup vincendone sei.